# Леса и болота Ваулинского лесничества
Леса и болота Ваулинского лесничества — государственный природный заказник (комплексный) регионального (областного) значения Московской области, целью которого является сохранение ненарушенных природных комплексов, их компонентов в естественном состоянии; восстановление естественного состояния природных комплексов, нарушенных торфоразработкой и осушительной мелиорацией прошлых десятилетий; поддержание экологического баланса территории. Заказник предназначен для:
- сохранения и восстановления природных комплексов;
- сохранения местообитаний редких видов растений, грибов и животных.

Заказник основан в 1990 году. Местонахождение: Московская область, Можайский городской округ, сельское поселение Борисовское в 0,5 км к северо-западу от деревни Аксентьево, в 0,6 км к югу от деревни Починки, сельское поселение Юрловское в 2 км к востоку-северо-востоку от деревни Каржень. Площадь заказника составляет 633,18 га. Заказник включает кварталы 14—19 Тропарёвского участкового лесничества Бородинского лесничества.

## Описание
Территория заказника приурочена к восточному склону Смоленской возвышенности и расположена в зоне распространения плоских и волнистых моренно-водноледниковых равнин на правобережье реки Мжут (левого притока реки Протвы).
В границах заказника сформировалась моренно-водноледниковая равнина, осложненная невысокими мореными холмами, а также заболоченными западинами и ложбинами стока. Северо-западная оконечность заказника включает небольшой правобережный фрагмент долины реки Мжут. Кровля дочетвертичных пород местности сложена среднекарбоновыми известняками и доломитами. Абсолютные высоты территории колеблются от 203 м над уровнем моря (высота уреза воды реки Мжут в северо-западной оконечности заказника) до 217 м над уровнем моря (высота холма в центральной части заказника).
Основная плоская поверхность междуречной моренно-водноледниковой равнины расположена в заказнике на высотах около 210—213 м над уровнем моря. Четвертичные отложения на поверхности междуречной равнины представлены покровными суглинками и водноледниковыми песками и суглинками, под которыми залегает морена валунно-суглинистого состава.
Сырые и заболоченные ложбины стока, направленные в долины притоков реки Протвы (рек Мжут, Неверютки и безымянных водотоков), имеют неглубокий врез (до 1—2 м) и ширину 200—600 м. По днищам многих ложбин протекают водотоки, местами образующие эрозионные врезы до 0,5—0,8 м глубиной.
Западины, сформировавшиеся в понижениях междуречной равнины и верховьях ложбин стока, заняты болотами переходного и верхового типа. Наиболее крупная западина расположена в западной части заказника и имеет площадь около 50 га. Вместе с другими двумя крупными западинами, расположенными в восточной части заказника, она претерпела значительные антропогенные преобразования, связанные с мелиорацией и добычей торфа. В результате торфоразработок на болотах сформировались серии чередующихся линейно вытянутых положительных и отрицательных форм рельефа по типу гряд и канав (карьеры), многие из которых обводнены.
Наиболее возвышенное положение в заказнике занимают моренные холмы, которые протягиваются, как правило, в юго-восточном направлении. Они имеют длину 300—900 м, ширину 150—450 м и характеризуются пологими склонами крутизной 2—3°. Относительная высота холмов составляет 4—6 м. На склоновых поверхностях в заказнике отмечается плоскостной смыв.
Территория заказника относится к бассейну реки Протвы. Гидрологический сток здесь направлен в её притоки: в реку Мжут в северной части территории, в реку Неверютка в восточной части и в безыменные водотоки в южной части. В границах заказника отмечаются ручьи, протекающие по днищам ложбин стока и имеющие, как правило, временный характер. Более крупные водотоки на территории заказника отсутствуют.
Почвенный покров междуречных равнин заказника представлен преимущественно дерново-подзолистыми почвами, по понижениям развиты дерново-подзолисто-глеевые почвы. В днищах ложбин отмечаются перегнойно-глеевые почвы. В пределах западин на переходных и верховых болотах сформировались торфяные эутрофные и торфяные олиготрофные почвы.

### Флора и растительность
В пределах заказника представлены еловые и производные елово-осиновые и березово-осиновые с елью субнеморальные леса с таёжными, дубравными видами и папоротниками; елово-березовые и березово-еловые папоротниково-зеленомошные, заболоченные березово-еловые, березовые, елово-березовые с сосной и березово-сосновые леса, верховые и переходные болота на месте старых торфоразработок, находящиеся на разных стадиях восстановления, лесокультуры ели разного возраста и луга на лесных полянах.
Елово-березово-осиновые лещиновые кислично-зеленчуковые и кислично-папоротниково-широкотравные леса с жимолостью, копытнем европейским, папоротниками (кочедыжник женский, щитовники — картузианский, мужской и распростёртый), живучкой ползучей, майником двулистным, звездчаткой жестколистной, седмичником европейским, ожикой волосистой характерны для возвышенных участков междуречной равнины. Здесь также встречаются адокса мускусная, вороний глаз, мицелис стенной, лютик кашубский, чина весенняя, василистник водосборолистный, фиалка лесная, ландыш майский, осока волосистая (пятнами). В лесах этого типа произрастает подлесник европейский — вид, занесенный в Красную книгу Московской области, а также волчеягодник обыкновенный, или волчье лыко — редкий и уязвимый вид, не включенный в Красную книгу Московской области, но нуждающийся на территории области в постоянном контроле и наблюдении. На упавших стволах старых деревьев, поросших зелеными мхами, изредка встречается редкий в области лишайник — пельтигера новомногопалая.
На участках с преобладанием елей обычны седмичник европейский, осока пальчатая, грушанка круглолистная, ожика волосистая, ортилия однобокая и майник двулистный; встречаются двулепестник альпийский, гнездовка настоящая (редкий и уязвимый вид, не включенный в Красную книгу Московской области, но нуждающийся на территории области в постоянном контроле и наблюдении). В напочвенном покрове сочетаются таёжные и дубравные виды мхов (около 30 процентов). На стволах самых старых осин с диаметром более 45 см встречается редкий мох — некера перистая (вид, занесенный в Красную книгу Московской области), а на ветвях елей и берез растут редкие лишайники — флавопармелия морщинистая и гипогимния трубчатая, занесенные в Красную книгу Московской области.
По крупным прогалинам в лесах растут бодяк разнолистный, гирча тминолистная, купальница европейская, пальчатокоренник Фукса; последние два вида являются редкими и уязвимыми видами, не включенными в Красную книгу Московской области, но нуждающимися на территории области в постоянном контроле и наблюдении.
Еловые старовозрастные леса с единичными очень старыми соснами (диаметр стволов 45—50 см) с подростом рябины, кустарниковым ярусом из лещины, жимолости, местами с малиной кислично-папоротниковые встречаются к юго-западу от д. Починки. В этих лесах много старых, пораженных короедом елей. В травяном покрове доминируют папоротники: кочедыжник женский, щитовники — картузианский, мужской и распростёртый, голокучник Линнея; обилен двулепестник альпийский, майник и копытень европейский, встречаются мицелис стенной, ожика волосистая, живучка ползучая, крапива двудомная, фиалка теневая, вороний глаз, пырейник собачий, осока пальчатая.
В понижениях сформировались березовые и осиново-березовые старовозрастные леса с елью во втором ярусе в подросте кислично-влажнотравно-папоротниковые с крушиной, майником, таволгой вязолистной, щучкой дернистой, тиселинумом болотным, хвощом лесным, вербейником обыкновенным, полевицей собачьей, дудником лесным, бодяком разнолистным и вейником сероватым. На прогалинах в таких лесах встречаются герань лесная, живучка ползучая, земляника, любка двулистная, синюха голубая (последние два — редкие и уязвимые виды, не включенные в Красную книгу Московской области, но нуждающиеся на территории области в постоянном контроле и наблюдении).
На относительно возвышенных элементах рельефа, окружающих болота заказника, есть участки молодых елово-березовых лесов с участием сосны чернично-зеленомошных с багульником и пушицей влагалищной, сформировавшихся вследствие мелиоративной сукцессии.
Небольшие узкие полосы елово-березовых и березово-еловых папоротниково-зеленомошных и плауново-черничных зеленомошно-сфагновых лесов развиты на пологих склонах заболоченных ложбин. К ним примыкают со стороны болот березняки с подростом ели крушиновые таволгово-серовейниковые с черникой, сфагновыми мхами, грушанкой малой, щитовником гребенчатым, осокой сближенной, местами с багульником.
Сосновые и березово-сосновые кустарничково-сфагновые заболоченные леса с багульником и черникой имеются в южной части заказника (кварталы 16 и 18). По краю заболоченных лесов обильны пушица влагалищная, осоки — чёрная, волосистоплодная и вздутая; есть полосы тростника южного. В ельнике с березой по краю заболоченного сосняка растет трутовик разветвленный — вид, занесенный в Красную книгу Российской Федерации и Красную книгу Московской области.
Внутри лесных массивов расположены крупные осоково-сфагновые и осоково-клюквенно-сфагновые переходные с элементами верховых болота со сплавинами, мочажинами и поросшими сосной и кустарничками грядами.
Самое крупное верховое кустарничково-сфагновое болото с зарастающими сплавиной карьерами находится в западной части заказника. В древостое на болотах доминирует сосна высотой от 8 до 12 м, диаметр стволов сосны 10—12 см. Береза встречается единично. Большинство деревьев приурочено к грядам, образовавшимся здесь после торфоразработок, и к периферийным частям болота. Имеется обильный подрост сосны. Из кустарничков встречаются багульник болотный, мирт болотный, клюква болотная, голубика и черника, на кочках растет брусника. Бывшие торфяные карьеры затянуты сфагново-пушицево-кустарничковой сплавиной разной мощности с осокой вздутой, миртом, клюквой, белокрыльником болотным и росянкой круглолистной. Имеются незатянувшиеся сплавиной мочажины с водноболотными мхами и пузырчаткой малой — видом, занесенным в Красную книгу Московской области.
На болотах вытянутой формы со следами мелиорации и зарастающими карьерами в восточной части заказника сосна сохранилась только по грядам, на них обильны черника, голубика, мирт и багульник болотный. Между грядами на сплавинах развиты осоково-сфагновые сообщества с осоками — волосистоплодной, топяной и вздутой, пушицей влагалищной, миртом болотным и подбелом. На этих болотах в мочажинах также отмечается пузырчатка малая, местами много пушицы многоколосковой и пушицы стройной; последний вид является редким и уязвимым видом, не включенным в Красную книгу Московской области, но нуждающимся на территории области в постоянном контроле и наблюдении. По старым дренажным каналам обилен тростник южный.
Трансформированные загущенные старовозрастные еловые посадки с единичными березами и старыми елями лещиновые кисличные редкотравные отличаются высокой сомкнутостью, наличием пятен мертвого покрова, присутствием таёжных видов (черника, майник, двулепестник альпийский, подмаренник трехцветковый, папоротники). Здесь единично встречаются также мицелис стенной, ландыш майский, копытень, будра плющевидная, золотарник обыкновенный, живучка ползучая. Диаметр стволов елей 20—30 см.
Средневозрастные еловые лесокультуры кисличные сильно загущены, в них встречаются с невысоким обилием кислица, зеленчук, папоротники, хвощ лесной, вероника лекарственная, двулепестник альпийский, майник, плаун годичный, мицелис стенной, овсяница гигантская, щучка дернистая, зеленые и сфагновые мхи.
Процесс зарастания старых вырубок в 17 кв. заказника на месте заброшенной деревни Большое Болото идет через лещину и осину.
Небольшие лесные прогалины заняты влажными и сырыми лугами с полевицей тонкой, тимофеевкой обыкновенной, ежой сборной, вейником наземным, дудником лесным, валерианой лекарственной и нивяником обыкновенным. На них часто встречаются хвощ полевой и луговой, василек луговой, клевер средний, лютик едкий, манжетка, горошек мышиный, звездчатка злаковая, вербейник обыкновенный. На лугах есть подрост березы, ольхи серой, ивы козьей или осины.
В квартале 14 имеется обширная поляна на месте заброшенной деревни Бородинские Торфоразработки. В центре поляны сохранились несколько старых лип, ясени, березы, лиственницы, заросли малины. На поляне встречаются участки влажнотравно-злаково-разнотравных, дудниково-щучковых, наземновейниковых, купырево-крапивных, а чуть севернее — купырево-кострецовых и купырево-лисохвостово-серовейниковых лугов. Местами доминируют кипрей узколистный, вероника длиннолистная, бодяк полевой, обычен пикульник обыкновенный. Из наиболее характерных видов влажнотравно-злаково-разнотравных лугов можно отметить буквицу лекарственную, полевицу обыкновенную, щучку дернистую, осоку бледноватую, марьянник дубравный, бодяк разнолистный, лапчатку прямостоячую, герань болотную, ежу сборную, подмаренник мягкий, валериану, осоку опушенную, клевер средний, дудник лесной, вербейник обыкновенный, ситник развесистый, гирчу тминолистную, сивец луговой и колокольчик скученный. Здесь встречен пальчатокоренник балтийский, или длиннолистный — вид растений, занесенный в Красную книгу Российской Федерации и Красную книгу Московской области. На ветвях берез растут эпифитные лишайники, в том числе уснея жестковолосатая и лапландская, занесенные в Красную книгу Московской области.
Просеки и лесные дороги заболочены, по ним растут таволга вязолистная, осока пузырчатая, крапива двудомная, камыш лесной, ситник развесистый, сивец луговой, герань болотная, щучка дернистая, пальчатокоренник Фукса, ива пепельная.
Низинные болота в заказнике имеют незначительные размеры, это осоково-серовейниковые сообщества с осоками пузырчатой и чёрной.
В днище ложбины в северо-западной части заказника растут таволга вязолистная, гравилат речной, крапива двудомная, кочедыжник женский, скерда болотная, дудник, овсяница гигантская, бутень ароматный, вербейник обыкновенный и монетчатый, местами — страусник и малина. Леса заказника окружены сеяными лугами и залежами, где в понижениях обильны щучка дернистая и ситники, встречается пальчатокоренник балтийский. На стволах старых берез на опушке леса отмечен редкий лишайник — анаптихия реснитчатая, занесенная в Красную книгу Московской области.

### Фауна
Животный мир заказника отличается хорошей сохранностью и репрезентативностью для природных сообществ Московской области. На территории заказника отмечено обитание 51 вида позвоночных животных, в том числе два вида амфибий, один вид пресмыкающихся, 37 видов птиц и 11 видов млекопитающих.
В границах заказника выделяются три основных зоокомплекса (зооформации): зооформация лесных местообитаний (еловых лесов с участием мелколиственных пород и участков мелколиственного леса с участием хвойных пород); зооформация водно-болотных местообитаний (вторично заболачивающихся карьеров торфоразработок); зооформация открытых местообитаний (небольших по площади луговых пространств с кустарником на месте заброшенной деревни Бородинские Торфоразработки).
Наибольшее распространение на территории заказника имеет зооформация лесных местообитаний. Типичными представителями данной зооформации в пределах заказника являются обыкновенный крот, енотовидная собака, обыкновенная лисица, лесная куница, лесной хорь, заяц-беляк, обыкновенная белка, лось, кабан, барсук, европейская косуля (два последних вида являются редкими и уязвимыми видами, не включенными в Красную книгу Московской области, но нуждающимися на территории области в постоянном контроле и наблюдении), рябчик, обыкновенная кукушка, желна, большой пестрый дятел, малый пестрый дятел, лесной конек (по опушкам), обыкновенная иволга, сойка, крапивник, славка-черноголовка, пеночка-весничка, пеночка-теньковка, пеночка-трещотка, зелёная пеночка, желтоголовый королек, мухоловка-пеструшка, малая мухоловка, зарянка, чёрный дрозд, белобровик, певчий дрозд, пухляк, обыкновенная лазоревка, большая синица, обыкновенный поползень, обыкновенная пищуха, зяблик, чиж, кедровка (вид, занесенный в Красную книгу Московской области), травяная и остромордая лягушки, живородящая ящерица.
В пределах водно-болотных местообитаний встречаются чирок-трескунок, сизая чайка, камышовая овсянка.
Зооформация открытых местообитаний включает следующие виды позвоночных животных: садовую и болотную камышевок, серую и садовую славок, луговой чекан. Для данной зооформации характерны также редкие и уязвимые виды бабочек, не включенные в Красную книгу Московской области, но нуждающиеся на территории области в постоянном контроле и наблюдении — малый ленточник, павлиний глаз и большая лесная перламутровка.

## Объекты особой охраны заказника
Охраняемые экосистемы: еловые и мелколиственно-еловые леса лещиновые кислично-зеленчуковые с дубравными и таёжными видами; березовые и осиново-березовые старовозрастные леса с елью кислично-папоротниковые и влажнотравно-папоротниковые; елово-березовые леса с участием сосны и березово-еловые папоротниково-зеленомошные и зеленомошно-сфагновые; березняки с подростом ели крушиновые таволгово-серовейниковые; сосновые и березово-сосновые кустарничково-сфагновые заболоченные леса; переходные с участками верховых болота со сплавинами, мочажинами и грядами; влажнотравно-злаково-разнотравные луга; низинные болота осоково-серовейниковые.
Места произрастания и обитания охраняемых в Московской области, а также иных редких и уязвимых видов растений, грибов и животных, зафиксированных в заказнике, перечисленных ниже, а также барсука и европейской косули.
Охраняемые в Московской области, а также иные редкие и уязвимые виды растений:
- вид, занесенный в Красную книгу Российской Федерации и Красную книгу Московской области: пальчатокоренник балтийский, или длиннолистный;
- виды, занесенные в Красную книгу Московской области: подлесник европейский, некера перистая;
- виды, являющиеся редкими и уязвимыми таксонами, не внесенные в Красную книгу Московской области, но нуждающиеся на территории области в постоянном контроле и наблюдении: пальчатокоренник Фукса, любка двулистная, гнездовка настоящая, волчеягодник обыкновенный, или волчье лыко, купальница европейская, пушица стройная, синюха голубая.

Охраняемый в Московской области вид грибов, занесенный в Красную книгу Российской Федерации и Красную книгу Московской области: трутовик разветвленный.
Охраняемые в Московской области, а также иные редкие и уязвимые виды лишайников:
- виды, занесенные в Красную книгу Московской области: уснея жестковолосатая, уснея лапландская, анаптихия реснитчатая, гипогимния трубчатая, флавопармелия морщинистая;
- редкие виды: пельтигера новомногопалая.

Охраняемые в Московской области, а также иные редкие и уязвимые виды животных:
- вид, занесенный в Красную книгу Московской области: кедровка;
- виды, являющиеся редкими и уязвимыми таксонами, не внесенные в Красную книгу Московской области, но * нуждающиеся на территории области в постоянном контроле и наблюдении: малый ленточник, павлиний глаз и большая лесная перламутровка.